# Bleke rotsmus
De bleke rotsmus ('Carpospiza brachydactyla synoniem: Petronia brachydactyla) is een vogel uit de familie mussen (Passeridae).

## Kenmerken
De vogel is 13,5 tot 14,5 cm lang en weegt 21 tot 25 gram. De vogel is slank en nogal onopvallend en lijkt in vlucht een beetje op een leeuwerik. Deze rotsmus is zandkleurig tot grijs met een korte stevige snavel. De wenkbrauwstreep is licht net als de keel, waardoor een uiterst smalle donkere baardstreep loopt. De vogel is van onder bleek lichtbruin, vooral op de flanken en naar de buik toe lichter tot vuilwit.

## Verspreiding en leefgebied
De vogel broedt in ZO-Turkije en het noorden van het Nabije Oosten tot in Armenië en Iran, Turkmenistan en het westen van Afghanistan
De vogel komt voor in droge gebieden met spaarzame vegetatie van gras op hellingen en rotsig heuvel- en bergland tot op 3000 m boven de zeespiegel. Komt buiten de broedtijd ook in cultuurlandschap voor.

## Status
De grootte van de populatie werd in 2004 geschat op rond de 1 miljoen individuen. Men veronderstelt dat de soort in aantal stabiel blijft, maar nader onderzoek is nodig. Om deze redenen staat de bleke rotsmus als niet bedreigd op de Rode Lijst van de IUCN.